# Wszystko o Sally
Wszystko o Sally (niem. Alles über Sally) – powieść austriackiego pisarza Arno Geigera wydana w 2010 (Carl Hanser Verlag, Monachium). W Polsce pierwsze wydanie ukazało się w 2014 (Świat Książki) w tłumaczeniu Elżbiety Kalinowskiej oraz Marii Przybyłowskiej.
Według Frankfurter Allgemeine Zeitung powieść stanowi obronę zagrożonej i niedocenianej współcześnie trwałości i intymności. Opowiada o wielkiej miłości i zdradzie. Autor opisuje indywidualną mieszaninę wahań pomiędzy pragnieniami i zobowiązaniami, czy dobrowolnością i przymusem. Stara się również nie oceniać swoich bohaterów. Opisuje losy Alfreda i Sally, długoletniego małżeństwa. Kiedy włamywacze napadają na ich podmiejski dom w okolicy Wiednia, w jednej chwili znika cały ustalony przez lata porządek domowy. W przypływie głodu życia Sally nawiązuje relację miłosną z najlepszym przyjacielem Alfreda, a sam Alfred zadaje sobie kluczowe pytanie: Co ja wiem o tej kobiecie po trzydziestu latach spędzonych razem?
W 2012 roku Südwestrundfunk wyprodukowało słuchowisko radiowe oparte na adaptacji powieści dokonanej przez Leonharda Koppelmanna. Główne role wypowiadali w nim Stephanie Eidt i Matthias Brandt.